# Championnats du monde de marathon (canoë-kayak) 2017
Navigation
2016 2018
Les championnats du monde de marathon en canoë-kayak 2017, vingt-cinquième édition des championnats du monde de marathon en canoë-kayak, ont lieu du 7 septembre 2017 au 10 septembre 2017 à Pietermaritzburg , en Afrique du Sud.

## Résultats

### Senior

#### Hommes
| Épreuve | Or                                        | Argent                            | Bronze                                                |
| ------- | ----------------------------------------- | --------------------------------- | ----------------------------------------------------- |
| C1      | Márton Kövér Hongrie                      | Manuel Garrido Espagne            | Manuel Antonio Campos Espagne                         |
| C2      | Márton Kövér Adam Docze Hongrie           | Óscar Graña Ramón Ferro Espagne   | Manuel Antonio Campos José Manuel Sánchez Espagne     |
| K1      | Hank McGregor Afrique du Sud              | Andrew Birkett Afrique du Sud     | Adrián Boros Hongrie                                  |
| K2      | Hank McGregor Jasper Mocke Afrique du Sud | Adrián Boros László Solti Hongrie | Andrew Birkett Jean van der Westhuyzen Afrique du Sud |

#### Femmes
| Épreuve | Or                                     | Argent                             | Bronze                                        |
| ------- | -------------------------------------- | ---------------------------------- | --------------------------------------------- |
| C1      | Liudmyla Babak Ukraine                 | Zsanett Lakatos Hongrie            | Jana Ježová Tchéquie                          |
| K1      | Lani Belcher Royaume-Uni               | Vanda Kiszli Hongrie               | Jennifer Egan Irlande                         |
| K2      | Vanda Kiszli Sara Anna Mihalik Hongrie | Renáta Csay Alexandra Bara Hongrie | Lani Belcher Hayleigh-Jayne Mason Royaume-Uni |

### Moins de 23 ans

#### Hommes
| Épreuve | Or                       | Argent                | Bronze                |
| ------- | ------------------------ | --------------------- | --------------------- |
| C1      | Dóri Bence Balázs (HUN)  | Sérgio Maciel (POR)   | Patryk Gluza (POL)    |
| K1      | Franco Iván Balboa (ARG) | Nicholas Notten (RSA) | Krisztián Máthé (HUN) |

#### Femmes
| Épreuve | Or                      | Argent                     | Bronze               |
| ------- | ----------------------- | -------------------------- | -------------------- |
| K1      | Sára Anna Mihalik (HUN) | Zsófia Czéllai-Vörös (HUN) | Alexandra Lane (GBR) |

### Juniors

#### Hommes
| Épreuve | Or                                   | Argent                                          | Bronze                              |
| ------- | ------------------------------------ | ----------------------------------------------- | ----------------------------------- |
| C1      | Balázs Adolf (HUN)                   | Sebestyén Simon (HUN)                           | Duarte Silva (POR)                  |
| C2      | Hongrie Sebestyén Simon Dániel Fejes | France Léo Dubois-Dunilac Thomas Dubois-Dunilac | Allemagne Arved Heine Jonas Mode    |
| K1      | Ádám Varga (HUN)                     | Charles Smith (GBR)                             | Sifiso Albert Masina (RSA)          |
| K2      | Hongrie Levente Vékássy Ádám Varga   | Afrique du Sud David Evans Hamish MacKenzie     | Espagne Carlos Gómez Miguel Sánchez |

#### Femmes
| Épreuve | Or                              | Argent                              | Bronze                                |
| ------- | ------------------------------- | ----------------------------------- | ------------------------------------- |
| C1      | Giada Bragato (HUN)             | Mathilde Troncin (FRA)              | Maja Szajdek (POL)                    |
| K1      | Zsóka Csikós (HUN)              | Dorina Fekete (HUN)                 | Christie Mackenzie (RSA)              |
| K2      | Hongrie Emese Kőhalmi Olga Bakó | Hongrie Zsófia Korsós Viktória Nagy | Royaume-Uni Freya Peters Emma Russell |